# بلدة كلايد (مقاطعة ألغن)
كلايد، مقاطعة ألغن (بالإنجليزية: Clyde Township, Allegan County, Michigan)‏ هي بلدة تقع بولاية ميشيغان في الولايات المتحدة. تبلغ مساحتها 91.9 (كم²)، وترتفع عن سطح البحر 197 م، بلغ عدد سكانها 2084 نسمة في عام تعداد الولايات المتحدة 2010 حسب إحصاء مكتب تعداد الولايات المتحدة وتصل الكثافة السكانية فيها 23.1 نسمة/كم2.

## وصلات خارجية
- Clyde Township
- The US50 - Cities and Towns in Michigan State
- Michigan Cities and Towns, Facts, Map, Flag, Colleges, Government, and More